# Hamry (district de Klatovy)
Pour les articles homonymes, voir Hamry.
Hamry (en allemand : Hammern) est une commune du district de Klatovy, dans la région de Plzeň, en République tchèque. Sa population s'élevait à 121 habitants en 2021.

## Géographie
Hamry se trouve dans le nord de la Forêt de Bohême, à la frontière avec l'Allemagne. Le village est situé à 23 km au sud-ouest de Klatovy, à 61 km au sud-sud-ouest de Plzeň et à 133 km au sud-ouest de Prague.
La commune est limitée par Chudenín au nord, par Nýrsko au nord et à l'est, par Dešenice au nord-est, par Železná Ruda à l'est et au sud, et par l'Allemagne à l'ouest.

## Histoire
La première mention écrite de la localité date de 1654.

## Galerie

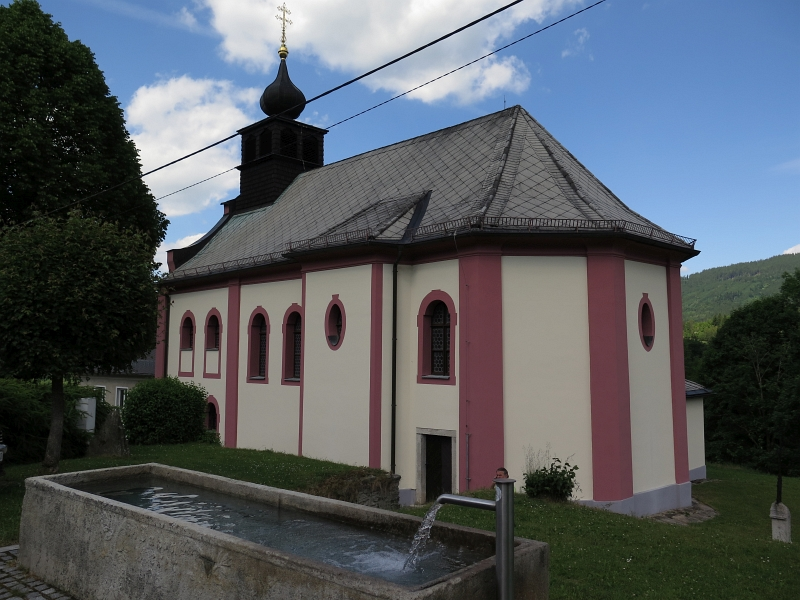
Église Notre-Dame des Douleurs.
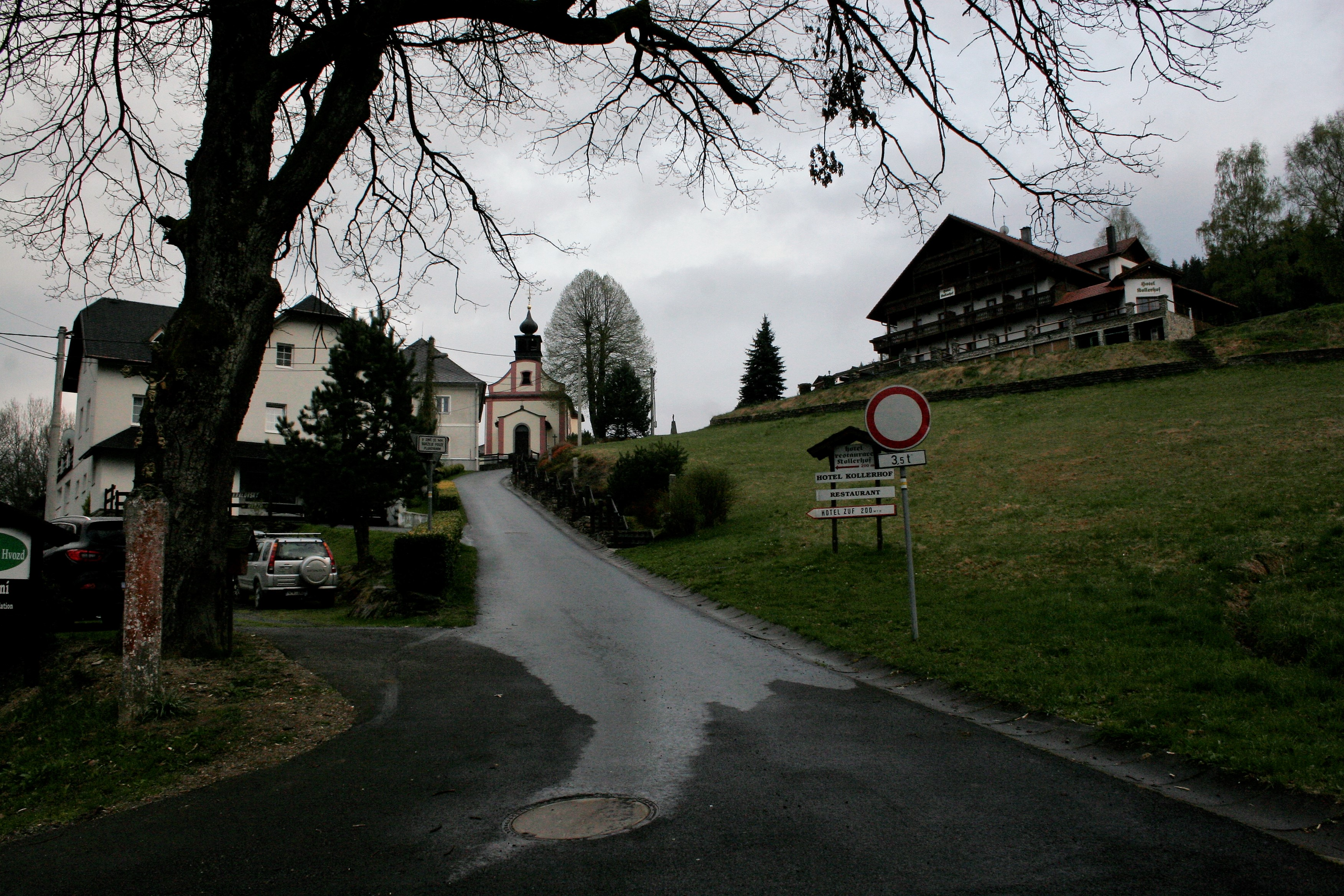
Hamry.

## Transports
Par la route, Hamry se trouve à 13 km de Železná Ruda, à 30 km de Klatovy, à 72 km de Plzeň et à 159 km de Prague.